# Campo de Fútbol Vicente del Bosque
El Estadio "Vicente Del Bosque" es un recinto deportivo ubicado en el barrio ponferradino de Compostilla. Es el terreno de juego en el que disputan sus partidos como local la S.D. Ponferradina B y el resto de equipos de las categoría inferiores de la S.D. Ponferradina de la 1ª RFEF Grupo 1 de España. Asimismo es la segunda opción del primer equipo para entrenar.

## Historia

### Remodelaciones
El 23 de octubre de 2013 el seleccionador nacional Vicente Del Bosque inaugura la reforma del campo, que le hace contar con cafetería y césped artificial de última generación. Los vestuarios no son remodelados.

## Instalaciones
Cuenta con una gran variedad de casetas y 1 campo de fútbol 11 por 3 de fútbol 7
- Datos: Q20747453